# Raoul Russo
Raoul Russo (Palermo, 3 marzo 1971) è un politico italiano.

## Biografia
Dal novembre 2001 al maggio 2007 ricopre la carica di Consigliere Comunale a Palermo, eletto nella lista di Alleanza Nazionale.
Dal 21 maggio 2007 al 23 gennaio 2012 è Assessore Comunale di Palermo con deleghe alla Pubblica istruzione, Politiche giovanili, URP, Decentramento e Circoscrizioni.
Alle elezioni politiche del 2022 viene eletto senatore per Fratelli d'Italia nel collegio uninominale di Marsala.